# 보고슈차

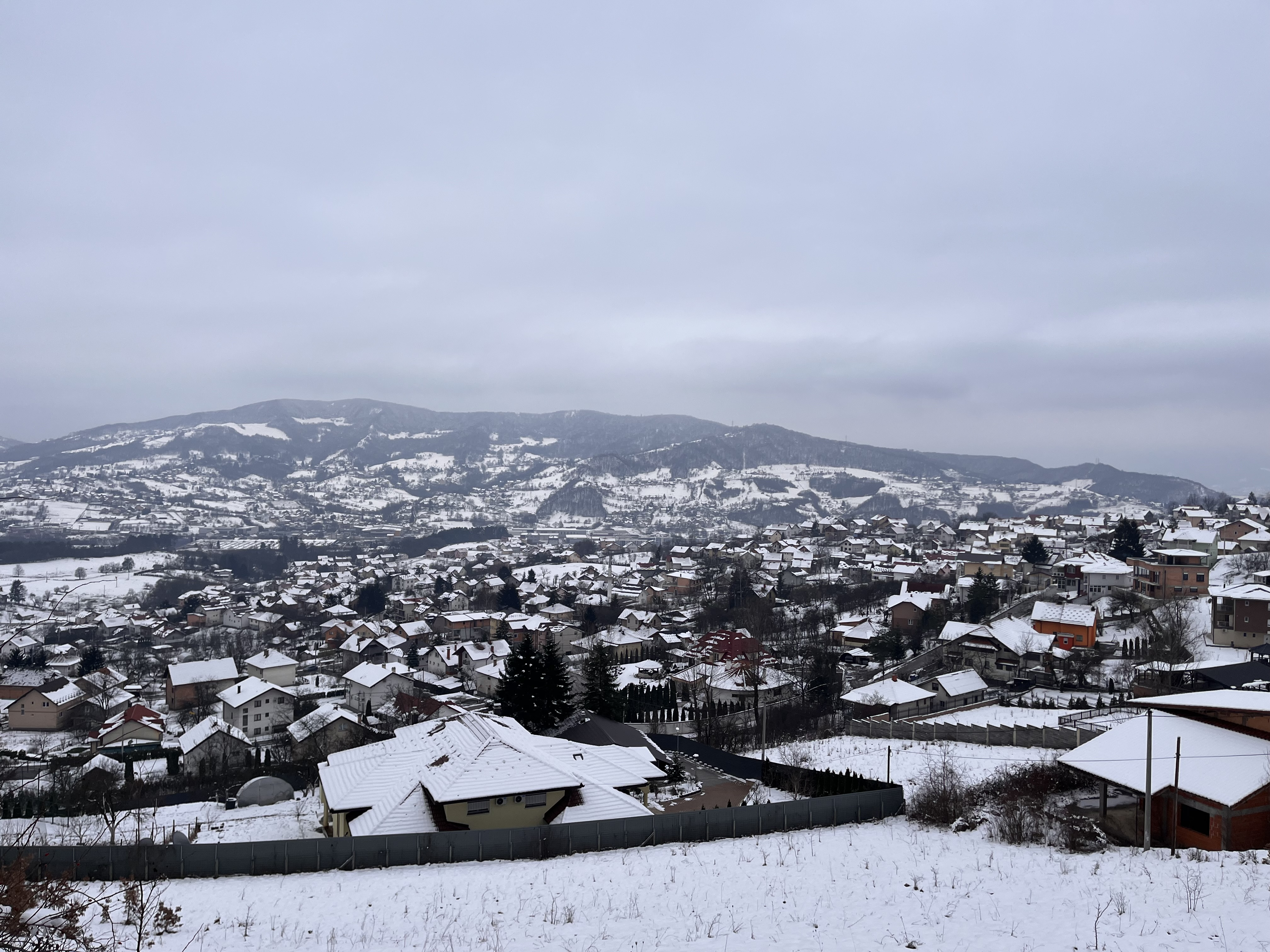

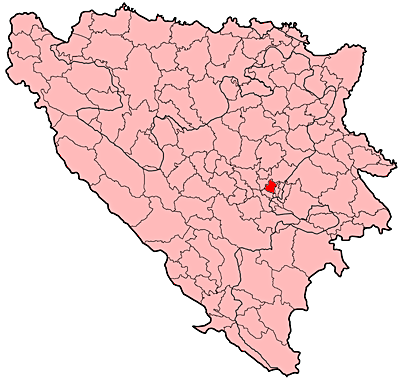
보고슈차의 위치

보고슈차(세르비아어: Вогошћа, Vogošća, 보스니아어: Vogošća, 크로아티아어: Vogošća)는 보스니아 헤르체고비나 중부에 위치한 도시로 면적은 71.7km2, 인구는 32,500명(2014년 기준), 인구 밀도는 453명/km2이다.
행정 구역상으로는 보스니아 헤르체고비나 연방 사라예보 주에 속하며 보스니아 헤르체고비나의 수도인 사라예보 교외에 위치한다. 사라예보 도심에서 북쪽으로 약 6km 정도 떨어진 곳에 위치한다.